# Rosa Reichert
Rosa „Ossi” Reichert (ur. 25 grudnia 1925 w Gunzesried, zm. 16 lipca 2006 tamże) – niemiecka narciarka alpejska reprezentująca RFN, dwukrotna medalistka igrzysk olimpijskich i mistrzostw świata.

## Kariera
Specjalizowała się w konkurencjach slalomowych. Nie wystąpiła na igrzyskach olimpijskich w Sankt Moritz oraz rozgrywanych dwa lata później mistrzostwach świata w Aspen, bowiem w ramach sankcji za II wojnę światową niemieccy sportowcy zostali wykluczeni z udziału w międzynarodowych zawodach sportowych. Wystartowała jednak na igrzyskach w Oslo w 1952 roku, gdzie sięgnęła po srebrny medal w slalomie, przegrywając z Andreą Mead-Lawrence USA, a wyprzedzając reprezentacyjną koleżankę Annemarie Buchner. Po pierwszym przejeździe Reichert znajdowała się na prowadzeniu, z przewagą 0,5 sekundy nad Włoszką Celiną Seghi. W drugim przejeździe uzyskała drugi czas, co dało jej drugi łączny wynik i srebrny medal. Parę dni wcześniej zajęła także ósme miejsce w slalomie gigancie.
W 1954 roku wystąpiła na mistrzostwach świata w Åre, gdzie jej najlepszym wynikiem było szóste miejsce w slalomie. Jeszcze w tym samym roku doznała kontuzji stawu skokowego, zdołała się jednak przygotować do udziału w igrzyskach w Cortina d’Ampezzo w 1956 roku. Pół roku po powrocie do czynnego uprawiania sportu, wywalczyła tam złoty medal w slalomie gigancie. O 1,3 sekundy wyprzedziła Austriaczkę Josefę Frandl, a o 1,7 sekundy pokonała jej rodaczkę, Dorotheę Hochleitner. Był to jedyny złoty medal ekipy niemieckiej na tych igrzyskach, a zarazem pierwszy tytuł mistrzowski dla Niemiec w narciarstwie alpejskim po II wojnie światowej. Zgodnie z ówczesnymi zasadami Reichert otrzymała zarazem tytuł mistrzyni świata.
Poza medalami olimpijskimi Reichert zdobyła trzy tytuły mistrzyni Niemiec w 1956 roku: w slalomie, gigancie oraz kombinacji. W 1954 roku wygrała slalom w ramach zawodów SDS-Rennen w szwajcarskiej miejscowości Grindelwald. Jej imieniem nazwano wyciąg narciarski oraz trasę zjazdową w Allgäu.

## Osiągnięcia

### Igrzyska olimpijskie
| Miejsce | Dzień       | Rok  | Miejscowość       | Konkurencja | Czas biegu | Strata | Zwyciężczyni         |
| ------- | ----------- | ---- | ----------------- | ----------- | ---------- | ------ | -------------------- |
| 8.      | 14 lutego   | 1952 | Oslo              | Gigant      | 2:06,8     | +6,4   | Andrea Mead-Lawrence |
| 2.      | 20 lutego   | 1952 | Oslo              | Slalom      | 2:10,6     | +0,8   | Andrea Mead-Lawrence |
| 1.      | 27 stycznia | 1956 | Cortina d’Ampezzo | Gigant      | 1:56,5     | –      | –                    |
| DSQ     | 30 stycznia | 1956 | Cortina d’Ampezzo | Slalom      | 1:52,3     | –      | Renée Colliard       |
| 20.     | 1 lutego    | 1956 | Cortina d’Ampezzo | Zjazd       | 1:40,7     | +11,6  | Madeleine Berthod    |

### Mistrzostwa świata
| Miejsce | Dzień       | Rok  | Miejscowość       | Konkurencja | Czas biegu | Strata | Zwyciężczyni         |
| ------- | ----------- | ---- | ----------------- | ----------- | ---------- | ------ | -------------------- |
| 8.      | 14 lutego   | 1952 | Oslo              | Gigant      | 2:06,8     | +6,4   | Andrea Mead-Lawrence |
| 2.      | 20 lutego   | 1952 | Oslo              | Slalom      | 2:10,6     | +0,8   | Andrea Mead-Lawrence |
| 6.      | 6 marca     | 1954 | Åre               | Slalom      | 2:01,93    | +2,80  | Trude Klecker        |
| 1.      | 27 stycznia | 1956 | Cortina d’Ampezzo | Gigant      | 1:56,5     | –      | –                    |
| DSQ     | 30 stycznia | 1956 | Cortina d’Ampezzo | Slalom      | 1:52,3     | –      | Renée Colliard       |
| 20.     | 1 lutego    | 1956 | Cortina d’Ampezzo | Zjazd       | 1:40,7     | +11,6  | Madeleine Berthod    |